# Sông Kiến Giang
Sông Kiến Giang là một trong hai phụ lưu lớn của sông Nhật Lệ. Sông Kiến Giang chảy qua huyện Lệ Thủy, tỉnh Quảng Bình. Sông dài 58 km. Đây là dòng sông của điệu Hò khoan Lệ Thủy, hàng năm vào ngày 2 tháng 9 có hội đua thuyền nổi tiếng. Đây là con sông đã chứng kiến sự sinh ra và lớn lên của những nhân vật nổi tiếng như Lễ Thành hầu Nguyễn Hữu Cảnh, Sư bảo Nguyễn Đăng Tuân, Tuy Lộc hầu Đặng Đại Lược, Thạc Đức hầu Đặng Đại Độ, Đại tướng Võ Nguyên Giáp, Tổng thống Việt Nam Cộng hoà Ngô Đình Diệm, và học giả Nguyễn Kiến Giang. Hầu hết các con sông ở Việt Nam đều chảy theo hướng đông nam, riêng con sông này chảy theo hướng đông bắc nên còn được gọi là nghịch hà. Trước đây, hàng năm con sông này gây lũ lụt cho vùng đồng bằng xung quanh do sông dốc, ngắn. Sau khi có đập An Mã ngăn ở thượng nguồn, nạn lũ lụt đã được khống chế. Tuyến Đường sắt Bắc Nam cắt qua con sông này tại Cầu Mỹ Trạch. Trong thời kỳ Đông Dương thuộc Pháp, cầu Mỹ Trạch là nơi chứng kiến Thảm sát Mỹ Trạch đẫm máu, nơi dân làng Mỹ Trạch bị quân Pháp đưa ra cầu xử bắn, nơi đây ngày nay vẫn còn "Bia căm hờn" ghi lại tội ác này.

## Đặc điểm
Là hợp lưu của nhiều nguồn sông suối phát nguyên từ vùng núi phía Tây-Nam huyện Lệ Thủy đổ về phường Luật Sơn (xã Trường Thủy, Lệ Thủy) chảy theo hướng Nam Bắc. Từ đây, sông chảy theo hướng Tây Nam-Đông Bắc, về đến ngã ba Thượng Phong, sông chảy theo hướng Đông Nam-Tây Bắc, đến đoạn ngã ba Phú Thọ (An Thủy, Lệ Thủy) sông đón nhận thêm nước của sông Cẩm Ly (chảy từ hướng Tây đồ về), tiếp tục chảy theo hướng trên, băng qua cánh đồng trũng huyện Lệ Thủy (đoạn này sông rất hẹp). Sắp hết đoạn đồng trũng huyện Lệ Thủy để vào địa phận huyện Quảng Ninh, sông được mở rộng và chảy băng qua phá Hạc Hải (có chiều dài gần 2km2) về đến xã Duy Ninh (Quảng Ninh), sông tiếp tục chảy ngược về hướng Tây đến ngã ba Trần Xá thì hợp lưu với sông Long Đại đổ nước vào sông Nhật Lệ.
Phù sa bồi đắp, tạo nên cánh đồng trú phú, nổi danh với câu ca: Nhất Đồng Nai, Nhì hai huyện

## Các xã nằm hai bên bờ sông
Tả ngạn: An Thủy, Xuân Thủy, TT Kiến Giang, Mai Thủy, Trường Thủy, Kim Thủy
Từ thượng nguồn: Kim Thủy, Trường Thủy,Mai Thủy, Xuân Thủy, TT Kiến Giang, An Thủy
Hữu ngạn: Lộc Thủy, Phong Thủy, TT Kiến Giang, Liên Thủy, Mĩ Thủy, Văn Thủy, Hồng Thủy, Gia Ninh
Từ thượng nguồn: Văn Thủy, Mỹ Thủy, Liên Thủy, TT Kiến Giang, Phong Thủy, Lộc Thủy, Hồng Thủy, Gia Ninh
Các xã nằm hai bên bờ sông Kiến Giang:

## Lễ hội trên sông
- Lễ hội Cầu đảo: Diễn ra vào dịp đầu xuân, đua thuyền để khai thông sông rạch.
- Lễ hội đua thuyền: Diễn ra vào đúng ngày 2/9 hàng năm, còn được gọi là Lễ hội đua thuyền mừng Tết Độc lập. Ngày 27 tháng 8 năm 2019, Bộ trưởng VH-TT-DL ký quyết định công bố danh mục Di sản Văn hóa phi vật thể quốc gia cho Lễ hội đua, bơi thuyền trên sông Kiến Giang.[2]

## Trong văn hóa đại chúng
- Bài hát "Đưa em về Kiến Giang" sáng tác Xuân Đồng, thơ Nguyễn Văn Huy, trong đó có câu hát nổi bật: "Kiến Giang ơi dòng Kiến Giang! Dòng sông thơ như dòng sữa mẹ"
- Bài hát "Quảng Bình quê ta ơi" sáng tác Hoàng Vân có nhắc đến "Từ biển xanh (khoan khoan hò khoan)/Đến rừng núi xanh (khoan khoan hò khoan)/Xanh tươi bốn mùa rộn vang tiếng hò khoan Lệ Thủy trên dòng sông Kiến Giang/Dạt dào tình quê"